# Сула жовтодзьоба

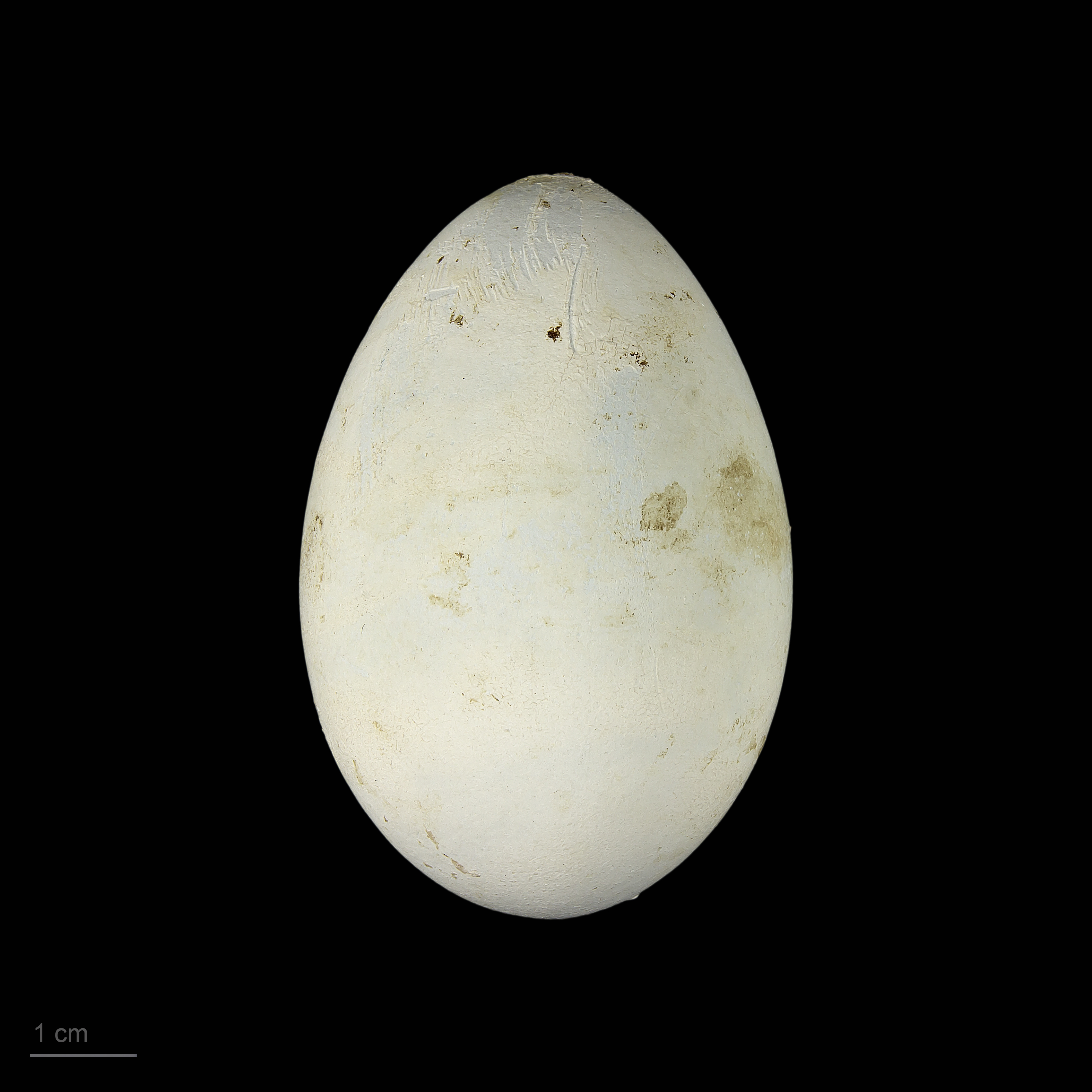
яйце Sula dactylatra — Тулузький музей

Сула жовтодзьоба (Sula dactylatra) — великий морський птах родини сулових (Sulidae).

## Поширення
Гніздиться на тропічних островах, крім східної Атлантики та півночі Індійського океану, а на сході Тихого океану замінюється насканською сулою (Sula granti), що раніше вважалася підвидом жовтодзьобої сули.

## Опис
Птах сягає 81-91 см завдовжки, з розмахом крил 152 см і вагою близько 1,5 кг. Дорослі птахи мають біле оперення, лише частина крил і хвіст чорного кольору. Чорним також обведена лицьова маска. Дзьоб конічний, масивний, жовтого кольору. У період розмноження в самиці біля основи дзьоба є синя смужка. У молодих особин коричнева голова і спина, в той час як шия і черевце білі.

## Спосіб життя
Морські птахи, що тримаються поблизу узбережжя і далеко у відкрите море не залітають. Трапляються зазвичай невеликими зграями по 10-100 птахів. Живляться майже виключно рибою, в основному оселедцевими. За здобиччю пірнають з висоти 15-30 м, складаючи крила. Під водою перебувають декілька секунд. Моногамні птахи. За винятком одного виду, гніздяться колоніями на островах, рідше на материкових скелях. Два види влаштовують гнізда на деревах і кущах. У кладці 2-3 яйця. Насиджують почергово обидва партнери. Насідних плям немає. Вони гріють яйця на плавальних перетинках, які до цього часу сильно товщають і рясно забезпечуються кров'ю. Пташенята вилуплюються голими і сліпими, потім покриваються світлим пухом. Виліт пташенят з гнізда відбувається у віці 12-20 тижнів.